# Barton Kyle Yount

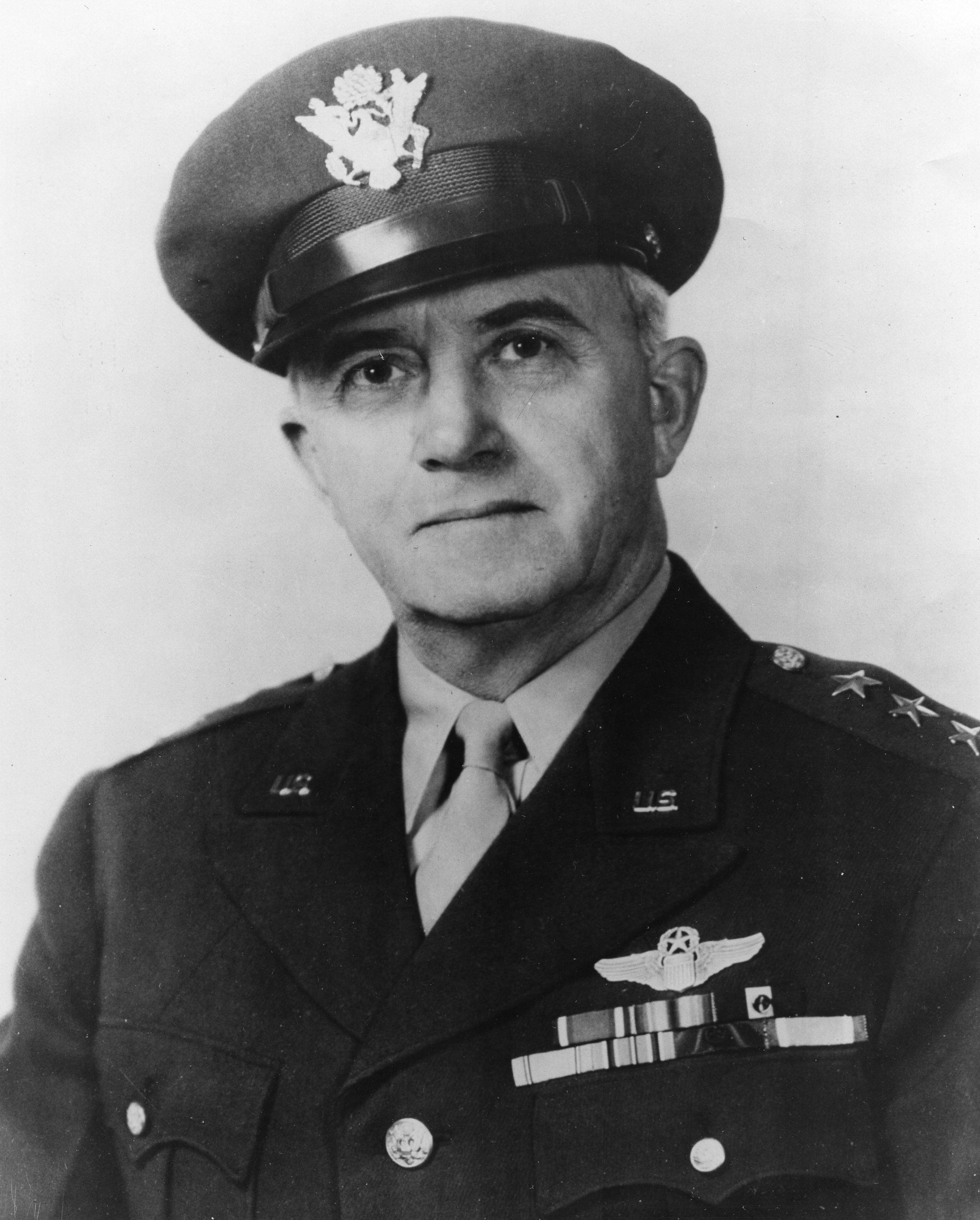
Generalleutnant Barton Kyle Yount

Barton Kyle Yount (* 18. Januar 1884 in Troy, Miami County, Ohio; † 11. Juli 1949 in Flagstaff, Coconino County, Arizona) war ein US-amerikanischer Generalleutnant der US Army Air Forces (USAAF), der zuletzt zwischen 1943 und 1945 Kommandierender General des US Army Air Forces Training Command war.

## Leben

### Militärische Ausbildung, Verwendungen als Offizier und Stabsoffizier
Yount, Sohn von Noah Yount und dessen Ehefrau Ivy Caroline Kyle Yount, begann 1902 ein grundständiges Studium an der Ohio State University. Dieses brach er jedoch 1903 ab, um eine Offiziersausbildung an der United States Military Academy (USMA) in West Point zu beginnen. Nachdem er diese 1907 abgeschlossen hatte, wurde er zum Leutnant befördert und fand Verwendung als Offizier der Infanterie. Neben Dienstposten in den USA, war er auch in Kuba und China eingesetzt. 1919 wurde er Kommandeur des Militärflughafens March Field und 1921 in das Büro des Chefs des US Army Air Service (USAAS), Generalmajor Mason M. Patrick, nach Washington, D.C. versetzt. Nach Abschluss der Air Corps Engineering School war er von 1925 bis 1929 Luftwaffenattaché an der Botschaft in Frankreich.
Nach seiner Rückkehr in die USA besuchte Yount 1930 die Air Corps Tactical School auf dem Luftwaffenstützpunkt Langley Field und war im Anschluss von Juli 1930 bis Juli 1932 Kommandant des Rockwell Air Depot, wo er am 28. Februar 1931 zum Oberstleutnant befördert wurde. Anschließend war er zwischen Juli 1932 und Juli 1934 Kommandant des Militärflughafens Bolling Field sowie von Juli bis August 1934 kurzzeitig Mitglied des Offiziersausschusses der Air Corps Technical School. Nachdem er von September 1934 bis Juli 1935 das Army Industrial College besuchte, aus dem die heutige Dwight D. Eisenhower School for National Security and Resource Strategy hervorging, war er zwischen September 1935 und Juli 1936 Absolvent des US Army War College in Carlisle und erhielt dort am 1. April 1936 seine Beförderung zum Oberst. Als solcher war er von September 1936 bis August 1938 Kommandeur (Commanding Officer) der auf Hawaii stationierten 18th Composite Wing, aus der später die 18th Strategic Aerospace Division wurde.

### Aufstieg zum Generalleutnant und Zweiter Weltkrieg
Nach seiner Beförderung zum Brigadegeneral am 17. Juli 1938 wurde Yount Assistierender Chef des Stabes des US Army Air Corps (USAAC) und hatte diesen Posten bis zum 2. Oktober 1940 inne. Zugleich war er in Personalunion zwischen dem 4. August 1938 und dem 25. Januar 1939 Kommandierender General des Luftwaffenausbildungszentrums (Air Corps Training Center) auf dem Luftwaffenstützpunkt Randolph Field sowie von Februar 1939 bis zum 2. Oktober 1940 Chef der Ausbildungs- und Operationsabteilung im Büro des Chefs des USAAC. Am 2. Oktober 1940 wurde er zum Generalmajor befördert und war von Oktober bis November 1940 kurzzeitig Kommandierender General der Luftwaffenabteilung in der Panamakanalzone (Panama Canal Department Air Force), das spätere United States Air Forces Southern Command, sowie zwischen dem 18. Dezember 1940 und dem 9. April 1941 Kommandierender General des Luftwaffenbezirks Südost (Southeast Air District) in Tampa und danach vom 9. April 1941 bis zum 15. Januar 1942 Kommandierender General der daraus hervor gegangenen 3. Luftflotte (3 Air Force/Third Air Force). Daneben war er zwischen Juli 1941 und dem 15. Januar 1942 Kommandierender General des Luftwaffenausbildungszentrums der Westküste (West Coast Air Corps Training Center) auf dem Stützpunkt Moffett Field und anschließend vom 28. Januar 1942 bis zum 6. Juli 1943 Kommandierender General des in Fort Worth stationierten Luftwaffenflugausbildungskommandos (US Army Air Forces Flying Training Command).
Zuletzt war Yount zwischen dem 7. Juli 1943 bis zum 26. September 1945 Kommandierender General des Luftwaffenausbildungskommandos (US Army Air Forces Training Command) und wurde in dieser Verwendung am 13. September 1943 zum Generalleutnant befördert. Am 30. Juni 1946 schied er nach 39 Dienstjahren aus dem aktiven Militärdienst aus. Für seine Verdienste und militärischen Leistungen wurde er unter anderem mit der Army Distinguished Service Medal, dem Legion of Merit, der Air Medal, der World War II Victory Medal, der American Defense Service Medal sowie der American Campaign Medal ausgezeichnet. Nach seiner Versetzung in den Ruhestand wurde er Gründungspräsident des American Institute of Foreign Trade Institute, der heutigen Thunderbird School of Global Management.
Nach seinem Tode wurde er auf dem Nationalfriedhof Arlington beigesetzt. Sein Sohn Barton Kyle Yount, Jr., war Oberst der US Air Force und erhielt neben dem Legion of Merit drei Mal das Distinguished Flying Cross.

## Auszeichnungen
- Army Distinguished Service Medal
- Legion of Merit
- Air Medal
- World War II Victory Medal
- American Campaign Medal